# Capital Verde Europeia

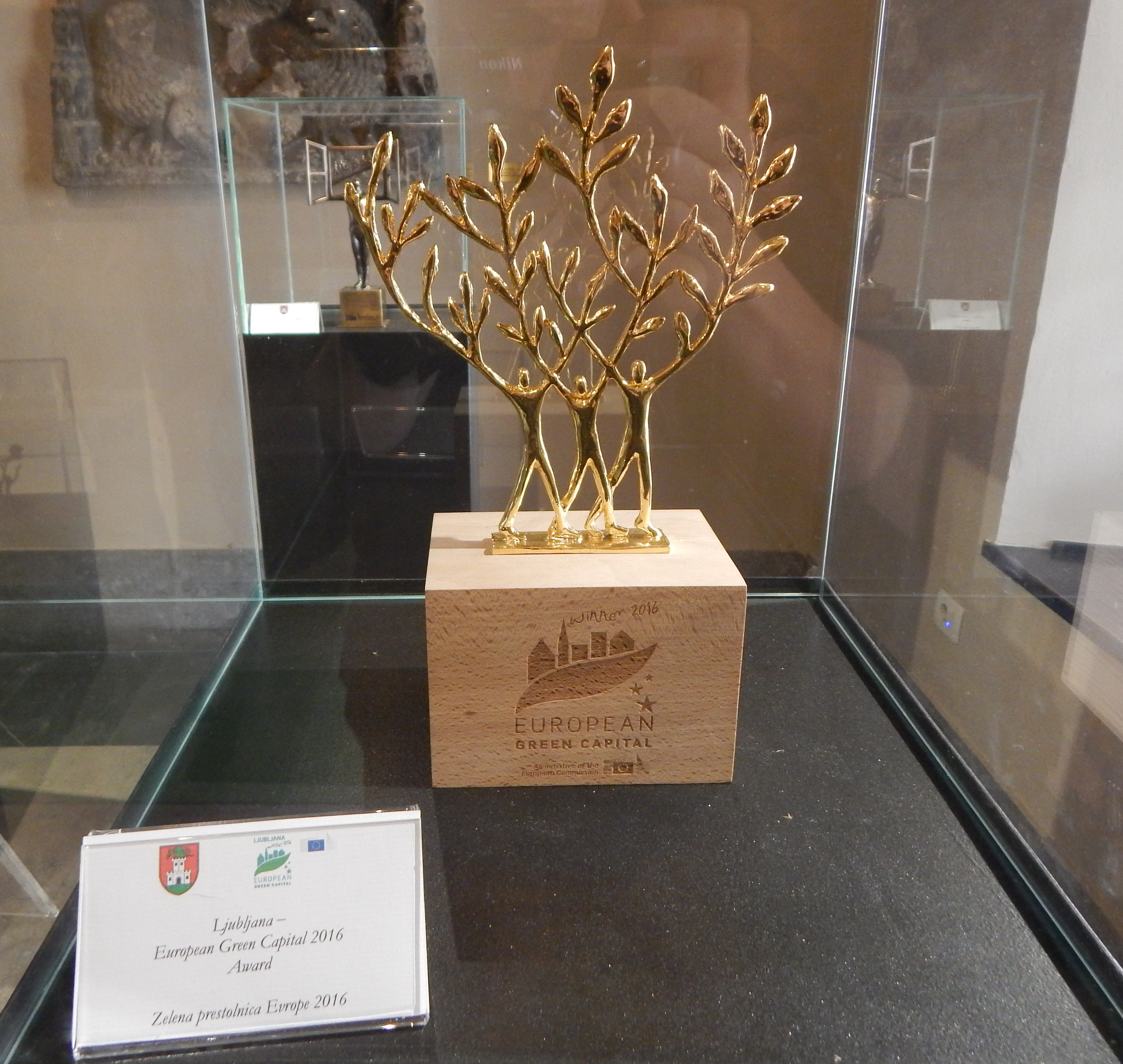
O prémio Capital Verde Europeia em Liubliana em 2016

O Prêmio Capital Verde Europeia (EGCA) é um prêmio concedido anualmente pela Comissão Europeia a uma cidade europeia com base em seu histórico ambiental. O prêmio foi lançado em 22 de maio de 2008, com o primeiro prêmio sendo concedido a Estocolmo no ano de 2010. 
A Comissão Europeia há muito que reconhece o papel importante desempenhado pelas autoridades locais na melhoria do meio ambiente e seu alto nível de comprometimento com o progresso genuíno. O Prêmio Capital Verde Europeia foi concebido como uma iniciativa para promover e recompensar esses esforços.

## Processo de premiação
A partir de 2010, uma cidade europeia é selecionada a cada ano como Capital Verde Europeia do ano. O prêmio é concedido a uma cidade que:
- Tem um histórico consistente de obtenção de altos padrões ambientais;
- Está comprometido com metas contínuas e ambiciosas para maior melhoria ambiental e desenvolvimento sustentável;
- Pode servir de modelo para inspirar outras cidades e promover melhores práticas para todas as outras cidades europeias.

## Elegibilidade
Todas as cidades da Europa com mais de 100 000 habitantes podem ser candidatas a Capital Verde Europeia. O prêmio está aberto aos Estados-Membros da UE, países candidatos à UE, Islândia, Liechtenstein, Noruega e Suíça. Em países onde não há nenhuma cidade com mais de 100 000 habitantes, a maior cidade é elegível para se candidatar. Quando aplicável, as cidades podem-se candidatar à Capital ou à Folha (Verde Europeia), mas não a ambos, em qualquer ano.
As inscrições são avaliadas com base em 12 indicadores: Contribuição local para as mudanças climáticas globais, Transporte, Áreas urbanas verdes, Ruído, Produção e Gestão de resíduos, Natureza e Biodiversidade, Ar, Consumo de água, Tratamento de águas residuais, Eco-inovação e Emprego sustentável, Gestão ambiental da autoridade local e Desempenho energético.
O título é concedido por um júri internacional apoiado por um painel de especialistas em vários campos ambientais.

## História
A ideia de uma Capital Verde Europeia foi originalmente concebida numa reunião realizada em Maio de 2006 em Tallinn, na Estónia. O prêmio é resultado de uma iniciativa tomada por 15 cidades europeias (Tallinn, Helsinque, Riga, Vilnius, Berlim, Varsóvia, Madri, Liubliana, Praga, Viena, Kiel, Kotka, Dartford, Tartu e Glasgow) e pela Associação de Cidades da Estônia, que apresentaram o chamado "Memorando de Tallinn" à Comissão Europeia, propondo a criação de um prêmio que premia as cidades que lideram a região em termos de vida urbana ecologicamente correta. 
O prêmio foi lançado oficialmente com base em uma iniciativa da Comissão Europeia em 22 de maio de 2008. O primeiro prémio foi atribuído a Estocolmo em 2010 e, desde então, uma cidade europeia é selecionada como Capital Verde Europeia todos os anos.

### Lista das Cidades
As seguintes cidades foram ou serão Capitais Verde Europeias:
| \| Ano \| Cidade \| País \| \| ---- \| --------------- \| ------------- \| \| 2010 \| Estocolmo \| Suécia \| \| 2011 \| Hamburgo \| Alemanha \| \| 2012 \| Vitória-Gasteiz \| Espanha \| \| 2013 \| Nantes \| França \| \| 2014 \| Copenhaga \| Dinamarca \| \| 2015 \| Bristol \| Reino Unido \| \| 2016 \| Liubliana \| Eslovénia \| \| 2017 \| Essen \| Alemanha \| \| 2018 \| Nimega \| Países Baixos \| \| 2019 \| Oslo \| Noruega \| \| 2020 \| Lisboa \| Portugal \| \| 2021 \| Lahti \| Finlândia \| \| 2022 \| Grenoble \| França \| \| 2023 \| Tallinn \| Estónia \| \| 2024 \| Valência \| Espanha \| \| 2025 \| Vilnius \| Lituânia \| \| 2026 \| Guimarães \| Portugal \| |                 |               |
| Ano | Cidade          | País          |
| 2010 | Estocolmo       | Suécia        |
| 2011 | Hamburgo        | Alemanha      |
| 2012 | Vitória-Gasteiz | Espanha       |
| 2013 | Nantes          | França        |
| 2014 | Copenhaga       | Dinamarca     |
| 2015 | Bristol         | Reino Unido   |
| 2016 | Liubliana       | Eslovénia     |
| 2017 | Essen           | Alemanha      |
| 2018 | Nimega          | Países Baixos |
| 2019 | Oslo            | Noruega       |
| 2020 | Lisboa          | Portugal      |
| 2021 | Lahti           | Finlândia     |
| 2022 | Grenoble        | França        |
| 2023 | Tallinn         | Estónia       |
| 2024 | Valência        | Espanha       |
| 2025 | Vilnius         | Lituânia      |
| 2026 | Guimarães       | Portugal      |

## Folha Verde Europeia
Após o sucesso do Prêmio Capital Verde Europeia (EGCA), muitas cidades menores buscaram o reconhecimento da UE por seus esforços e comprometimento nas áreas de sustentabilidade e meio ambiente. Em resposta, a Comissão Europeia lançou uma iniciativa piloto Folha Verde Europeia (EGL) em 2015.
O concurso tem como público-alvo cidades entre 20 000 e 100 000 habitantes, reconhecendo seu comprometimento com melhores resultados ambientais, com ênfase especial em esforços que geram crescimento verde e novos empregos.
Os três objetivos da Folha Verde Europeia são:
- Reconhecer cidades que demonstram um bom histórico ambiental e comprometimento em gerar crescimento verde;
- Incentivar as cidades a desenvolver ativamente a consciência ambiental e o envolvimento dos cidadãos;
- Identificar cidades capazes de atuar como "embaixadoras verdes" e incentivar outras cidades a progredir em direção a melhores resultados de sustentabilidade.

O Prêmio Folha Verde Europeia é concedido anualmente pela Comissão Europeia em conjunto com o Prêmio Capital Verde Europeia desde sua concepção em 2015 como um selo de aprovação para "Cidades Menores, Mais Verdes!"

### Lista das Cidades
As seguintes cidades foram ou serão Folha Verde Europeia:
| \| Ano \| Cidade \| País \| \| ---- \| --------------------- \| ------------- \| \| 2015 \| Mollet del Vallès \| Espanha \| \| 2015 \| Torres Vedras \| Portugal \| \| 2017 \| Galway \| Irlanda \| \| 2018 \| Leuven \| Bélgica \| \| 2018 \| Växjö \| Suécia \| \| 2019 \| Cornellà de Llobregat \| Espanha \| \| 2019 \| Horst aan de Maas \| Países Baixos \| \| 2020 \| Limerick \| Irlanda \| \| 2020 \| Mechelen \| Bélgica \| \| 2021 \| Lappeenranta \| Finlândia \| \| 2021 \| Gabrovo \| Bulgária \| \| 2022 \| Valongo \| Portugal \| \| 2022 \| Winterswijk \| Países Baixos \| \| 2024 \| Helsingør \| Dinamarca \| \| 2024 \| Velenje \| Eslovénia \| \| 2025 \| Viladecans \| Espanha \| \| 2025 \| Treviso \| Itália \| \| 2025 \| Águeda \| Portugal \| \| 2025 \| Vaasa \| Finlândia \| |                       |               |
| Ano | Cidade                | País          |
| 2015 | Mollet del Vallès     | Espanha       |
| 2015 | Torres Vedras         | Portugal      |
| 2017 | Galway                | Irlanda       |
| 2018 | Leuven                | Bélgica       |
| 2018 | Växjö                 | Suécia        |
| 2019 | Cornellà de Llobregat | Espanha       |
| 2019 | Horst aan de Maas     | Países Baixos |
| 2020 | Limerick              | Irlanda       |
| 2020 | Mechelen              | Bélgica       |
| 2021 | Lappeenranta          | Finlândia     |
| 2021 | Gabrovo               | Bulgária      |
| 2022 | Valongo               | Portugal      |
| 2022 | Winterswijk           | Países Baixos |
| 2024 | Helsingør             | Dinamarca     |
| 2024 | Velenje               | Eslovénia     |
| 2025 | Viladecans            | Espanha       |
| 2025 | Treviso               | Itália        |
| 2025 | Águeda                | Portugal      |
| 2025 | Vaasa                 | Finlândia     |